# Scopula seclusoides
Scopula seclusoides là một loài bướm đêm trong họ Geometridae.